# Wittenstein

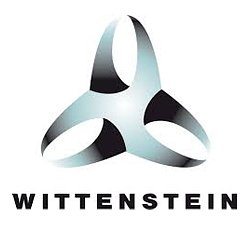

A Wittenstein SE (conhecida como WITTENSTEIN) é uma empresa alemã, fabricante de redutores planetários, sistemas completos de transmissão eletromecânica, servossistemas e servomotores AC. Esses produtos são utilizados, por exemplo, em robótica, máquinas de usinagem, máquinas de embalagem, sistemas de transporte e processamento, equipamentos de defesa, corridas de Fórmula 1, processamento de papel e impressão, nano tecnologia, sistemas de estágio e içamento, setor aeroespacial e extração de óleo e gás em alto mar.
A matriz da empresa está localizada em Igersheim, na Alemanha e a filial brasileira em Sorocaba, São Paulo.

## Divisões do Grupo Wittenstein
- Wittenstein alpha

- Wittenstein cyber motor

- Wittenstein galaxie
- Wittenstein motion control[3]

- Attocube systems

- Baramundi software AG

## História
A empresa foi fundada em 1949 com o nome de Dewitta, pelos empreendedores Walter Wittenstein e Bruno Dähn, na cidade de Steinheim, no estado de Baden Württemberg, Alemanha. Utizando equipamentos emprestados, esta pequena empresa especializou-se na manufatura de máquinas de costura dupla para a fabricação de luvas. As instalações de Steinheim rapidamente tornaram-se muito pequenas e a empresa mudou-se para Bad Mergentheim, em 1952. A primeira planta produtiva era um barração próximo ao lago Eissee, originalmente pensado como uma solução temporária. Em 1963, a falta de espaço forçou a  Dewitra a realocar-se – desta vez em Herrenwiessenstrasse, em Igersheim.
Com cada vez menos mulheres usando luvas, a venda de máquinas diminuiu drasticamente nos anos setenta. Os contratos temporários de trabalho e a diversificação da linha de produtos tornaram-se fatores críticos de sucesso e rapidamente assumiram metade de todas as vendas da empresa enquanto a companhia lutava durante este período difícil. Pistolas de prego, máquinas de preenchimento e selagem de tubos, equipamentos para embalar pão cortado, etc estão entre os muitos produtos fabricados em Igersheim.
Ao mesmo tempo, o caminho foi pavimentado para a nova geração assumir o controle da empresa. Walter Wittenstein, o fabricante de materiais têxteis e de máquinas, iniciou seu processo gradual de aposentadoria e foi bem sucedido pelo seu filho, Dr. Manfred Wittenstein. O fundador Walter Wittenstein faleceu em Igersheim em 1988. Pouco tempo depois de juntar-se à empresa da família em 1979, Manfred Wittenstein iniciou seu trabalho de modernização da produção e do portifólio de produtos. Através da pesquisa de oportunidades de mercado e adequação de produtos com atributos únicos, ele rapidamente reconheceu o potencial de redutores planetários de baixa folga.
O primeiro redutor planetário do mundo (a série SP) foi revelado na feira de Hanôver em 1983. O SP tornou-se um sucesso tão grande que a Alpha getriebebau foi rapidamente transformada em uma subsidiária independente. Em 1984, Alpha getriebebau GmbH foi estabelecida como um empreendimento cooperativo de dois SMEs – pequenos empreendedores – (Bastian de Fellbach, proximo à Stuttgart, e Wittenstein), com Manfred Bastian e Manfred Wittenstein como parceiros de gestão.
Uma linha de montagem, armazém e escritórios comerciais foram construidos em Igersheim; como resultado, o espaço produtivo mais que dobrou. A força de trabalho também aumentou constantemente, e pela primeira vez técnicos e engenheiros foram contratados. A alpha registrou a duplicação de seu faturamento regularmente. O processo de montagem completo foi transferido para Weikersheim em 1990. Quarenta funcionários trabalharam ali durante 6 anos até que a mudança fosse finalizada em 1996. Este periodo simultaneamente marcou o fim da era de máquinas de costura, e a ultima Dewitta foi construída enquanto ainda estavam em Weikersheim. Toda a unidade de máquinas de costura foi vendido, incluindo todas as peças de reposição, máquinas de fresagem e outros equipamentos.
No começo dos anos 90, a Wittenstein começou a se expandir internacionalmente. Alpha reducteurs Sarl foi fundada em Paris (França) como a primeira subsidiária internacional, seguida não muito tempo depois pela alpha getriebe Ltd., em Tóquio (Japão). A primeira fábrica fora da Alemanha foi fundada em 1992, nos Estados Unidos. Em 2007, o Grupo possuia onze subsidiárias fora da Alemanha, e as exportações correspondiam a mais de 60% do faturamento. A criação da Wittenstein motion control GmbH em 1992 liderou a transição do grupo à fornecedor de servo atuadores eletromecânicos e  sistemas de atuador. Novas unidades foram sucessivamente criadas ao longo dos anos seguintes, como a Wittenstein intens e Wittenstein cyber motor, em 1999.
Em 2001, a empresa adquiriu uma nova estrutura corporativa quando a original Wittenstein GmbH & Co.KG foi transformada em uma empresa familiar, de capital fechado. Novas subsidiárias vieram no começo de 2003 (Wittenstein aerospace & simulation) e 2007 (Wittenstein eletronics). Em 2008, o Grupo adquiriu a participação maioritária da attocube systems, localizada em Munique, que se tornou uma subsidiária três anos depois, em 2011.

## Operações

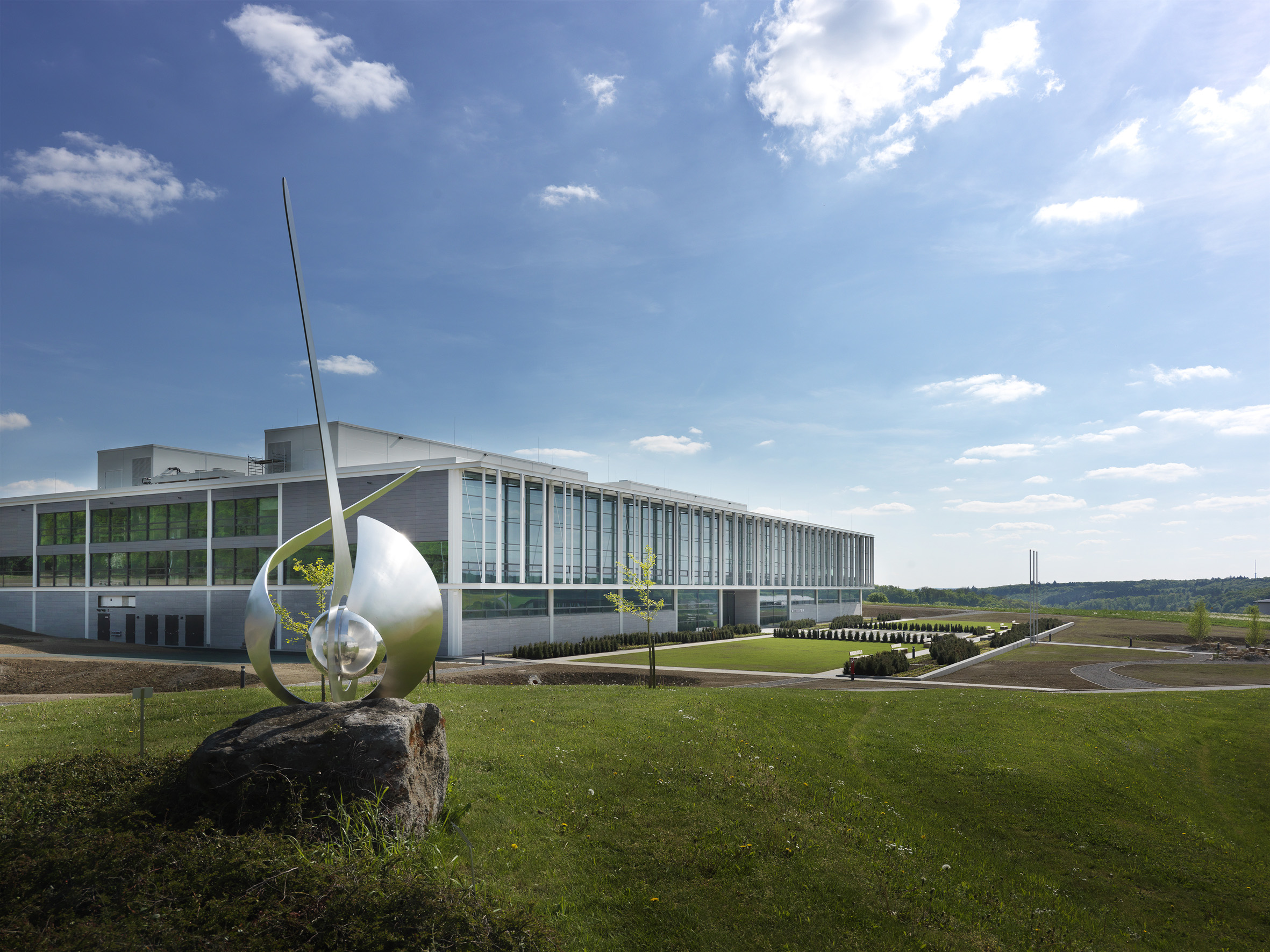
Wittenstein headquarters in Igersheim-Harthausen

Hoje, o grupo está localizado em Igersheim-Harthausen, um complexo em formato de estrela, composto de prédios administrativos, linhas de produção e centro logistico. Carcaça de redutores, eixos de entrada, componentes de motores, etc, ainda são fabricados em Igersheim, enquanto as engrenagens continuam sendo fabricadas em Fellbach – que foi convertida em uma “Produção urbana do futuro” (Urbanen Produktion der Zukunft)  em 2010.
Os primeiros prédios industriais do complexo foram ocupados em 1996. Um centro de desenvolvimento e vendas, um centro de comunicação e treinamentos, um segundo centro de produção e um novo centro logístico foram adicionados em 1999. Um segundo centro logístico e um terceiro centro de produção foram oficialmente inaugurados na primavera de 2002. Nos cinco anos seguintes, o número de centros produtivos dentro do mesmo complexo aumentou para seis unidades.
Em 1995, Manfred Wittenstein e Ullrich Lempp, então diretor da escola Deutschoden-Gymnasium em Bad Mergentheim, construiram a Fundação Wittenstein. A fundação oferece um ano de bolsa de estudos na área de ciencias para um dos alunos da escola. “Creative Young Minds”, uma competição voltada para pequenos inventores da região, também foi uma iniciativa do Manfred Wittenstein.
A Wittenstein motion control, uma subsidiária do grupo Wittenstein é membro da OWL – Intelligence Technishe Systeme OstWestfalenLippe, uma aliança de 174 empresas, universidades, centros de excelência científica e organizações de apoio à empresas, na região East Westphalia-Lippe, que foi formada em 2011.
No começo de 2013, a empresa embarcou em uma busca para um substituto de Manfred Wittenstein como presidente; em 1º de outubro do mesmo ano, o professor Dieter Spath, um cientista e diretor do Instituto de Gerenciamento de Tecnologia e Fatores Humanos da Universidade de Stuttgart, assumiu como presidente; em 1º de abril de 2014, Manfred Wittenstein foi indicado como presidente do Conselho da Wittenstein.
Hoje, o Grupo abrange um total de quase 60 subsitiárias e agentes em quase 40 países – sendo que as exportações representam quase 60% do faturamento.
No Brasil, a Wittenstein atua com filial própria desde o ano de 2012, buscando atender o mercado local e clientes globais, oferecendo suporte e treinamento a seus clientes para o correto dimensionamento de nossos produtos com o Software de dimensionamento Cymex5 totalmente traduzido para o português.

## Dados e números
- Vendas em 2002/2003: 85 milhões de euros
- Vendas em 2003/2004: 100 milhões de euros
- Vendas em 2004/2005: 116 milhões de euros
- Vendas em 2005/2006: 133 milhões de euros
- Vendas em 2006/2007: 148 milhões de euros
- Vendas em 2007/2008: 164 milhões de euros
- Vendas em 2008/2009: 171 milhões de euros
- Vendas em 2009/2010: 136,9 milhões de euros
- Vendas em 2010/2011: 197 milhões de euros
- Vendas em 2011/2012: 233 milhões de euros
- Vendas em 2012/2013: 241 milhões de euros
- Vendas em 2013/2014: 254 milhões de euros
- Vendas em 2014/2015: 276 milhões de euros
- Vendas em 2015/2016: 302 milhões de euros
- Vendas em 2016/2017: 339 milhões de euros
- Vendas em 2017/2018: 385 milhões de euros
- Vendas em 2018/2019: 436,4 milhões de euros
- Taxa de exportação: 58,6% (baseado no ano fiscal 2018/2019).
- 2942 funcionarios ao redor do mundo (Março 2019)
- Centro academico (fundado em 1999)
- Empresas: total de 60 subsidiárias e agentes em 40 países ao redor do mundo (outubro 2018)
- 12% dos funcionários trabalham em P&D
- Programa de trainee: 8,4%
- Conselho de administração: Bertram Hoffmann (porta-voz do conselho), Erik Rossmeissl und Steffen Schwerd
- Presidente do Conselho da Wittenstein: Manfred Wittenstein

## Referencias
1. ↑  «História da empresa - WITTENSTEIN do Brasil». www.wittenstein.com.br. Consultado em 26 de julho de 2017
2. ↑  «Localizações - WITTENSTEIN do Brasil». www.wittenstein.com.br. Consultado em 26 de julho de 2017
3. ↑  «WITTENSTEIN Group - WITTENSTEIN SE». www.wittenstein.de (em inglês). Consultado em 26 de julho de 2017